# Khorène Mouradbekian
Khorène Mouradbekian ou Xorēn Muradbēkean (en arménien Խորեն Մուրադբեկյան  ; 1873 - assassiné le 6 avril 1938) est Catholicos de l'Église apostolique arménienne de 1932 à 1938.

## Biographie

### Jeunesse et débuts
Alexandre Mouradbekian né le 8 décembre 1873 à Tibilisi (Géorgie). Il obtient son diplôme dans l'école de Nersisyan à Tibilisi et poursuit ses études en Suisse.
Il devient professeur de musique dans l'école de Nersisyan en 1897. En 1901 il devient diacre, et un an après en 1902 il devient vartabed de l'Église arménienne. Le 12 juin 1903 le tsar Nicolas II promulgue un décret où il décide que tous les biens de l'Église apostolique arménienne appartiennent à l'état Russe. Pour avoir contesté contre le décret du tsar, Khorène Mouradbekian est arrêté, emprisonné à Orel puis exilé. A son retour de l'exil en 1905 à Etchmiadzin il devient membre permanent du Saint synode d'Etchmiadzin. Il part à l'étranger jusqu'en 1907, à son retour il est élu en tant que représentant diplomatique de l'Église. Le 3 octobre 1907, Mouradbekian rétablit des églises vers la région qui se trouve dans la ville de Nor Bayazet (Gavar) et il fait construire plusieurs écoles.
En 1910, Muradbekian fut nommé primat d’Erevan (Erivan), le plus grand diocèse de l’Église arménienne. Il fut ordonné évêque par le catholicos  en septembre 1910.Durant la révolution bolchevique de 1917, il dirigea le Conseil national arménien à Erevan. En 1919, il participe à la Conférence de paix de Paris en tant que médiateur entre les deux délégations arméniennes concurrentes. Il s’est rendu aux États-Unis en 1920 pour aider à réorganiser la vie de l’Église arménienne et collecter des fonds pour la Première République d’Arménie.

### Période soviétique et catholicos
Muradbekian retourna en Arménie en décembre 1920 après que le gouvernement du pays ait déjà été pris en charge par les Soviétiques. Il a été choisi par le catholicos Gevorg (George) V comme négociateur en chef de l’Église avec le gouvernement soviétique d’Arménie. Le 4 mars 1923, le catholicos le nomma à la tête du Conseil ecclésiastique suprême et suppléant du catholicos. Et l’année suivante, Muradbekian fut relevé de son poste de primat du diocèse d’Araratian (Erevan). 
Après la mort du catholicos Gevorg V le 8 mai 1930], Muradbekian a servi en tant que suppléant pendant plus de deux ans, jusqu’à ce qu’il soit élu catholicos le 12 novembre 1932. Il fut intronisé catholicos le 13 novembre 1932 à la cathédrale d’Etchmiadzine[  Son règne s’est doublé de lourdes répressions contre l’Église arménienne par les autorités soviétiques. Néanmoins, il était aussi « plus pro-Moscou » que son prédécesseur.  Au cours de son règne, il a tenté d’établir la paix et d’améliorer les relations avec les diocèses de la diaspora arménienne et de collecter des fonds pour la restauration de la cathédrale d’Etchmiadzine.  Le New York Times a écrit que Khoren était « considéré par ses compatriotes arméniens comme un dirigeant capable qui avait réussi à concilier ses devoirs spirituels avec ses responsabilités civiles en tant que citoyen soviétique ». 

### Mort
Mais accusé d’entretenir le nationalisme et de favoriser la contre-révolution, il est étranglé le 6 avril 1938 par des agents du NKVD dans le contexte des Grandes purges staliniennes. Le catholicossat reste sans titulaire pendant 7 ans jusqu’en 1945.
L’assassinat de Muradbekian faisait partie de la campagne plus large visant à réprimer l’Église arménienne sous Staline. Cet violence contre le clergé était monnaie courante dans les années 1930, en particulier durant  la Grande Purge de 1937 à 1938. Au total, quelques 67 ecclésiastiques arméniens ont été tués par les Soviétiques, dont 64 rien qu’en 1937-1938.  L’Église dissidente antisoviétique de l’Église arménienne du diocèse des États-Unis a noté que Muradbekian est devenu le premier chef de l’Église arménienne (Catholicos) à être assassiné depuis le 5ème siècle où Hovsep (Joseph) de Vayots Dzor a été tué par les Perses. 

## Enterrement
Son corps resta à la résidence pendant deux jours jusqu’à ce qu’il soit enterré au cimetière de l’église Sainte-Gayane . Ses restes ont été réenterrés près de l’entrée de la même église par le locum tenens Gevorg Chorekchian en 1941 avec une pierre tombale. Le 7 septembre 1996, les restes de Khoren Ier ont été réenterrés par le catholicos Karékine Ier près de l’entrée de la cathédrale d’Etchmiadzin, à côté d’autres catholicos de l’Église arménienne.